# Daube comtadine
La daube comtadine est une autre variante de la daube classique. Elle  diffère de sa voisine d'Avignon, car il y a des carottes et des olives. À l'extérieur du Comtat Venaissin, elle est le plus souvent connue sous le nom de daube d'agneau aux olives et au vin blanc. 

## Historique
J.-F. Reboul, dans sa Cuisinière provençale, donne à la daube comtadine la dénomination de ragoût de mouton. Il en décrit deux préparations, « à la bourgeoise » et « à la paysanne ». La seule différence réside dans le fait que, pour les gens de la ville, il conseille de filtrer, à mi-cuisson, la sauce au vin, et pour ceux de la campagne d'assaisonner « de haut goût ».

## Ingrédients
Outre l'épaule d'agneau et le vin, ce mets nécessite tomates, carottes, échalotes, gousses d'ail, oignon, olives, herbes de Provence, sel et poivre.
À cette modernisation de la recette, celle qui propose avec un mélange d'olives noires et vertes, l'ajout d'épices comme le cumin, le curcuma, la coriandre et le poivre, donne une idée de ce que ce mets pouvait être dans la période médiévale.

## Marinade
L'agneau, découpé en morceaux, est mis dans une cocotte avec l'oignon et les carottes, l'ail, les herbes de Provence et les lardons. L'ensemble est recouvert de vin et réservé. 

## Préparation
Les morceaux d'agneau, dorés sur chaque face, sont mis à cuire avec le vin de la marinade, les oignons, les tomates, les olives et les épices. L'ensemble doit mijoter à feu très doux. Comme toutes les daubes, si ce mets est réchauffé le lendemain, il y gagne en saveur,.

## Accord mets/vin
Traditionnellement, ce mets est accompagné d’un vin rouge, tel que le ventoux d'origine comtadine.